# 263940 Malyshkina
263940 Malyshkina è un asteroide della fascia principale. Scoperto nel 2009, presenta un'orbita caratterizzata da un semiasse maggiore pari a 2,2185433 UA e da un'eccentricità di 0,1919288, inclinata di 7,50665° rispetto all'eclittica.